# Western & Southern Open 2020
Western & Southern Open 2020 був  тенісним турніром серед чоловіків та жінок, що проходив на відкритих кортах з твердим покриттям з 22-го по 29-е серпня 2020 року. Це був перний турнір Masters 1000 ATP Туру 2020 та другий турнір WTA Premier 5, що проходив у рамках Туру WTA 2020. Це був перший турнір  відколи Тур призупинився через пандемію  Коронавірусна хвороба 2019.
Турнір 2020 року був  119-им для чоловіків та 92-м для жінок. Зазвичай змагання проходять у Цинциннаті, Огайо, але цього року його приймав Національний тенісний центр імені Біллі Джин Кінг у Нью-Йорку, США. Метою було зменшення непотрібних переїздів гравців на Відкритий чемпіонат США, що проводився на тих же кортах.

## Призові гроші
| Дисципліна                 | П        | F        | ПФ       | ЧФ      | 1/8     | 1/16    | 1/32    | Q2      | Q1     |
| Чоловіки, одиночний розряд | $285,000 | $185,015 | $124,000 | $98,500 | $73,250 | $43,450 | $24,560 | $12,595 | $6,655 |
| Жінки, одиночний розряд    | $285,000 | $152,999 | $75,000  | $43,000 | $22,000 | $14,200 | $11,000 | $3,575  | $2,265 |
| Чоловіки, парний розряд    | $80,000  | $68,000  | $55,040  | $41,000 | $24,320 | $12,910 | Н/Д     | Н/Д     | Н/Д    |
| Жінки, парний розряд       | $85,000  | $45,000  | $25,000  | $15,000 | $9,860  | $4,500  | Н/Д     | Н/Д     | Н/Д    |

## Учасники основної сітки в рамках чоловічого турніру

### Сіяні тенісисти
| Країна    | Гравець               | Рейтинг1 | Сіяний |
| --------- | --------------------- | -------- | ------ |
| Сербія    | Новак Джокович        | 1        | 1      |
| Австрія   | Домінік Тім           | 3        | 2      |
| Росія     | Данило Медведєв       | 5        | 3      |
| Греція    | Стефанос Ціціпас      | 6        | 4      |
| Німеччина | Александр Зверєв      | 7        | 5      |
| Італія    | Маттео Берреттіні     | 8        | 6      |
| Бельгія   | Давід Ґоффен          | 10       | 7      |
| Іспанія   | Роберто Баутіста Аґут | 12       | 8      |
| Аргентина | Дієго Шварцман        | 13       | 9      |
| Росія     | Андрій Рубльов        | 14       | 10     |
| Росія     | Карен Хачанов         | 15       | 11     |
| Канада    | Денис Шаповалов       | 16       | 12     |
| Чилі      | Крістіан Гарін        | 18       | 13     |
| Болгарія  | Григор Димитров       | 19       | 14     |
| Канада    | Фелікс Оже-Аліассім   | 20       | 15     |
| США       | Джон Ізнер            | 21       | 16     |

1 Рейтинг подано станом на 16 березня 2020.

### Інші учасники
Учасники, що потрапили до основної сітки завдяки вайлд-кард:
- Енді Маррей
- Томмі Пол
- Тенніс Сандгрен
- Френсіс Тіафо

Гравці, що потрапили до основної сітки завдяки захищеному рейтингу:
- Кевін Андерсон

Гравці, що потрапили до основної сітки через стадію кваліфікації:
- Аляж Бедене
- Річардас Беранкіс
- Сальваторе Карузо
- Мартон Фучович
- Маркос Гірон
- Norbert Gombos
- Ллойд Гарріс
- Sebastian Korda
- Маккензі Макдоналд
- Cameron Norrie
- Emil Ruusuvuori
- Jeffrey John Wolf

### Знялись з турніру
Перед турніром
- Нік Киріос → його замінив  Кайл Едмунд
- Рафаель Надаль → його замінив  Сем Кверрі
- Кей Нісікорі → його замінив  Lorenzo Sonego
- Гвідо Пелья → його замінив  Олександр Бублик
- Альберт Рамос Віньйолас → його замінив  Рішар Гаске

## Учасники основної сітки в парному розряді

### Сіяні пари
| Країна     | Гравець               | Країна          | Гравець          | Рейтинг1 | Сіяні |
| ---------- | --------------------- | --------------- | ---------------- | -------- | ----- |
| Колумбія   | Хуан Себастьян Кабаль | Колумбія        | Роберт Фара      | 3        | 1     |
| Польща     | Лукаш Кубот           | Бразилія        | Марсело Мело     | 10       | 2     |
| США        | Ражів Рам             | Велика Британія | Джо Солсбері     | 16       | 3     |
| Хорватія   | Іван Додіг            | Словаччина      | Філіп Полашек    | 18       | 4     |
| Іспанія    | Марсель Гранольєрс    | Аргентина       | Орасіо Себальйос | 20       | 5     |
| Німеччина  | Кевін Кравіц          | Німеччина       | Андреас Міс      | 27       | 6     |
| ПАР        | Равен Класен          | Австрія         | Олівер Марах     | 35       | 7     |
| Нідерланди | Веслі Колгоф          | Хорватія        | Нікола Мектич    | 39       | 8     |

1 Рейтинг подано станом на 10 серпня 2020

### Інші учасники
Нижче наведено пари, які отримали вайлдкард на участь в основній сітці:
- Стів Джонсон /  Остін Крайчек
- Себастіян Корда /  Брендон Накашима
- Томмі Пол /  Френсіс Тіафо

## Учасниці основної сітки в рамках жіночого турніру

### Сіяні пари
| Країна          | Гравчиня            | Рейтинг1 | Сіяна |
| --------------- | ------------------- | -------- | ----- |
| Чехія           | Кароліна Плішкова   | 3        | 1     |
| США             | Софія Кенін         | 4        | 2     |
| США             | Серена Вільямс      | 9        | 3     |
| Японія          | Наомі Осака         | 10       | 4     |
| Білорусь        | Арина Соболенко     | 11       | 5     |
| Чехія           | Петра Квітова       | 12       | 6     |
| США             | Медісон Кіз         | 13       | 7     |
| Велика Британія | Джоанна Конта       | 14       | 8     |
| Казахстан       | Олена Рибакіна      | 17       | 9     |
| Чехія           | Маркета Вондроушова | 18       | 10    |
| США             | Алісон Ріск         | 19       | 11    |
| Естонія         | Анетт Контавейт     | 20       | 12    |
| Греція          | Марія Саккарі       | 21       | 13    |
| Бельгія         | Елісе Мертенс       | 22       | 14    |
| Хорватія        | Донна Векич         | 24       | 15    |
| Україна         | Даяна Ястремська    | 25       | 16    |

1 Рейтинг подано станом на 17 серпня 2020.

### Інші учасниці
Учасниці, що потрапили до основної сітки завдяки вайлд-кард:
- Кім Клейстерс
- Кейті Макнеллі
- Наомі Осака
- Слоун Стівенс
- Вінус Вільямс

Гравчині, що потрапили до основної сітки через стадію кваліфікації:
- Кетрін Белліс
- Осеан Доден
- Лейла Енні Фернандес
- Кірстен Фліпкенс
- Анна Калинська
- Енн Лі
- Крістіна Макгейл
- Джессіка Пегула
- Аранча Рус
- Лаура Зігемунд
- Джил Тайхманн
- Віра Звонарьова

Як щасливий лузер в основну сітку потрапили такі гравчині:
- Дарія Касаткіна

### Знялись з турніру
Перед турніром
- Белінда Бенчич → її замінила  Алізе Корне
- Кікі Бертенс → її замінила  Алісон ван Ейтванк
- Кім Клейстерс → її замінила  Дарія Касаткіна
- Фіона Ферро → її замінила  Вікторія Азаренко
- Світлана Кузнецова → її замінила  Айла Томлянович
- Гарбінє Мугуруса → її замінила  Бернарда Пера
- Барбора Стрицова → її замінила  Катерина Сінякова

## Учасниці основної сітки в парному розряді

### Сіяні пари
| Країна    | Гравчиня            | Країна     | Тенісистки        | Рейтинг1 | Сіяні |
| --------- | ------------------- | ---------- | ----------------- | -------- | ----- |
| Бельгія   | Елісе Мертенс       | Білорусь   | Арина Соболенко   | 11       | 1     |
| США       | Ніколь Меліхар      | КНР        | Сюй Їфань         | 29       | 2     |
| Чехія     | Квета Пешке         | Нідерланди | Демі Схюрс        | 35       | 3     |
| США       | Бетані Маттек-Сендс | КНР        | Чжан Шуай         | 41       | 4     |
| Японія    | Аояма Сюко          | Японія     | Ена Сібахара      | 47       | 5     |
| Білорусь  | Вікторія Азаренко   | США        | Софія Кенін       | 51       | 6     |
| Німеччина | Анна-Лена Фрідзам   | Чехія      | Катерина Сінякова | 55       | 7     |
| Чехія     | Луціє Градецька     | Словенія   | Андрея Клепач     | 60       | 8     |

1 Рейтинг подано станом на 17 серпня 2020

### Інші учасниці
Нижче наведено пари, які отримали вайлдкард на участь в основній сітці:
- Енн Лі /  Бернарда Пера
- Джессіка Пегула /  Шелбі Роджерс

## Переможці та фіналісти

### Чоловіки. Одиночний розряд
- Новак Джокович —  Мілош Раонич, 1–6, 6–3, 6–4

### Одиночний розряд. Жінки
- Вікторія Азаренко —  Наомі Осакабе гри.

### Парний розряд. Чоловіки
- Пабло Карреньо Буста /  Алекс де Мінор —  Джеймі Маррей /  Ніл Скупскі, 6–2, 7–5

### Парний розряд. Жінки
- Квета Пешке /  Демі Схюрс —  Ніколь Меліхар /  Сюй Їфань, 6–1, 4–6, [10–4]